# Instituto para la Transición Justa
El Instituto para la Transición Justa (ITJ) es un organismo público español, adscrito al Ministerio para la Transición Ecológica y el Reto Demográfico, que tiene por objeto la identificación y adopción de medidas que garanticen a trabajadores y territorios afectados por la transición hacia una economía más ecológica, baja en carbono, un tratamiento equitativo y solidario, minimizando los impactos negativos sobre el empleo y la despoblación de estos territorios.
El Organismo fue creado en 1998 por la Ley 66/1997, de 30 de diciembre, de Medidas Fiscales, Administrativas y del Orden Social con el nombre de Instituto para la Reestructuración de la Minería del Carbón y Desarrollo Alternativo de las Comarcas Mineras (IRMC), y desde 2020 recibe su actual denominación.

## Organización
Actualmente, el Organismo está compuesto por dos órganos de gobierno y tres ejecutivos:

### Órganos de gobierno
- El Consejo Rector, compuesto por representantes de diferentes departamentos ministeriales. Responsable del impulso y control tanto estratégico como operativo de la actividad del Instituto.
- La Presidencia, que corresponde al titular de la Secretaría de Estado de Energía y preside el Consejo Rector del Instituto.

### Órganos ejecutivos
- La Dirección, con rango de Dirección General. Es el vicepresidente del Consejo Rector y supervisa la consecución de los objetivos del organismo.
- La Gerencia, cargo ostentado por un funcionario de carrera que asume la gestión diaria del Organismo.
- La Subdirección General de Estrategia y Planificación, que asiste a la Dirección en sus funciones.

### Órganos consultivos
- El Consejo Asesor, integrado por representantes del Organismo, de la Administración General del Estado, de las comunidades autónomas, de la Federación Española de Municipios y Provincias y de las organizaciones empresariales, sindicales y sociales.